# Mansalay
Mansalay est une municipalité de la province du Mindoro oriental, aux Philippines.